# Новосади (Гайнівський повіт)
Новосади (пол. Nowosady) — село в Польщі, у гміні Гайнівка Гайнівського повіту Підляського воєводства. Населення — 418 осіб (2011).

## Історія
Засноване близько 1763 року. У минулому село розташовувалося західніше, у місцевості Селисько.
У 1975—1998 роках село належало до Білостоцького воєводства.

## Демографія
Демографічна структура станом на 31 березня 2011 року:
|          | Загалом | Допрацездатний вік | Працездатний вік | Постпрацездатний вік |
| -------- | ------- | ------------------ | ---------------- | -------------------- |
| Чоловіки | 204     | 34                 | 142              | 28                   |
| Жінки    | 214     | 28                 | 114              | 72                   |
| Разом    | 418     | 62                 | 256              | 100                  |